# Bactra spinosa
Bactra spinosa is een vlinder uit de familie bladrollers (Tortricidae). De wetenschappelijke naam is voor het eerst geldig gepubliceerd in 1963 door Diakonoff.
De soort komt voor in tropisch Afrika.